# 誉田八幡駅
誉田八幡駅（こんだはちまんえき）は、かつて大阪府南河内郡古市村大字誉田（現・羽曳野市誉田二丁目）にあった、近畿日本鉄道（近鉄）南大阪線の鉄道駅（廃駅）である。

## 歴史
- 1911年（明治44年）8月15日[1]：河南鉄道の道明寺 - 古市間に誉田駅として開業。
- 1919年（大正8年）3月8日：社名変更により大阪鉄道の駅となる。
- 1933年（昭和8年）4月1日：誉田八幡駅に改称。
- 1943年（昭和18年）2月1日：関西急行鉄道との合併により同社の駅となる。
- 1944年（昭和19年）6月1日：戦時統合により関西急行鉄道が南海鉄道（現在の南海電気鉄道の前身。後に再独立）と合併。近畿日本鉄道南大阪線の駅となる。
- 1945年（昭和20年）6月1日：河堀口駅・応神御陵前駅・橿原神宮西口駅と共に休止。
- 1974年（昭和49年）7月20日：応神御陵前駅・（臨）屯鶴峰駅と共に廃止。

## 隣の駅
近畿日本鉄道
■南大阪線
道明寺駅 - 誉田八幡駅 - 古市駅